# مكتبة الرشد
مكتبة الرشد للنشر والتوزيع، هي دار نشر عربية تأسست بمدينة الرياض، سنة 1399 هـ الموافق لـ 1979 م. تنوعت إصدارتها بين العلوم الشرعية والفقهية والتراثية والرسائل الجامعية والاجتماعية والتعليمية، ومن أبرزها: تيسير مسائل الفقه، وفتاوى الأئمة النجدية، والسنة النبوية في القرآن الكريم، وفقه الدليل وسياسات منظمة العولمة الاقتصادية في ضوء الشريعة الإسلامية، وضوابط اعتبار المقاصد في مجال الاجتهاد، واتفاقيات منظمة التجارة العالمية بين النظرية والتطبيق، ومجادلة أهل الكتاب في القرآن الكريم والسنة.
وتضم المكتبة أكثر من 130.000 عنوان من خلال فروعها المنتشرة في الرياض ومكة وجدة والقصيم والدمام وأبها والهفوف وحائل والإحساء وتبوك وعرعر وفرع كبير في مصر بمدينة القاهرة. كما تقوم ببيع إصدارات مجموعة الرشد وجميع التخصصات من إصدارات أي دار نشر أخرى.